# 戴冠中
戴冠中（1937年—），男，上海人，中国控制工程专家，西北工业大学教授，曾任西北工业大学校长，中国航空学会副理事长，中国自动化学会常务理事。